# Johan Camitz (1720–1779)
Johan Camitz, född 14 februari 1720 i Kristinehamn, död 19 april 1779 i Karlskoga, var en svensk brukspatron.

## Biografi
Camitz tillhörde, enligt traditionen, en adlig släkt från Schlesien. Hans far, Johan Camitz, var vågmästare och brukspatron; och hans mor, Maria Wester, var dotter till Peder Andersson Wester. Camitz var brukspatron på hammaren vid Övre Degerfors och bosatt på Degernäs vid sjön Möckelns södra strand.
Camitz gifte sig med Christina Viveka Wester (1730–1796), dotter till Markus Wester och Anna Elisabeth Liedberg. I äktenskapet föddes flera barn, däribland dottern Carolina som förenades i äktenskapet med Olof Burenstam. Makarna gravsattes i ett gravkor i Karlskoga kyrka.